# Rorippa fluviatilis
Rorippa fluviatilis är en korsblommig växtart som först beskrevs av Ernst Meyer och Otto Wilhelm Sonder, och fick sitt nu gällande namn av Albert Thellung. Rorippa fluviatilis ingår i släktet fränen, och familjen korsblommiga växter.

## Underarter
Arten delas in i följande underarter:
- R. f. caledonica
- R. f. fluviatilis